# 크산텐
크산텐 (Xanten, 저지 프랑켄어 Santen)은 독일 노르트라인베스트팔렌주의 도시이며, 베셀군에 속해 있다.
크산텐은 '콜로니아 울피아 트라이아나'라는 고대 로마 취락에 설립된, 세계에서 가장 큰 고고학 야외 박물관 중 하나인 크산텐 고고학 공원으로 유명하다. 다른 명소들로는 크산텐 성당이 있는 중세 도심 지구와 많은 박물관들, 물놀이 시설용 넓은 인공 호수들이 있다. 크산텐은 매년 대략 백만 명의 여행객들이 방문한다.

## 지리
로마자 X로 시작하는 유일한 독일의 도시인 크산텐은 Hochbruch, Niederbruch, 도심 지역 등 세 개 지구(Ortsteile)로 이뤄져 있다. 그 외에 크산텐에 속하는 행정 구역(Bezirke)에는 Birten, Lüttingen, Marienbaum, Vynen, Obermörmter, Wardt, Mörmter, Willich, Beek, Ursel 등이 있다. 자연 보호 구역인 Bislicher Insel의 일부가 위치해 있기도 하다.
북쪽으로 니더라인과 레스, 동쪽으로 베젤, 남쪽으로는 알펜과 존스베크, 서쪽으로는 위뎀과 칼카어를 접한다.
가장 가까운 국제공항은 베체(25km 거리)에 있는 베체 국제 공항 (니더라인 공항이라고도 함)이다.

## 역사

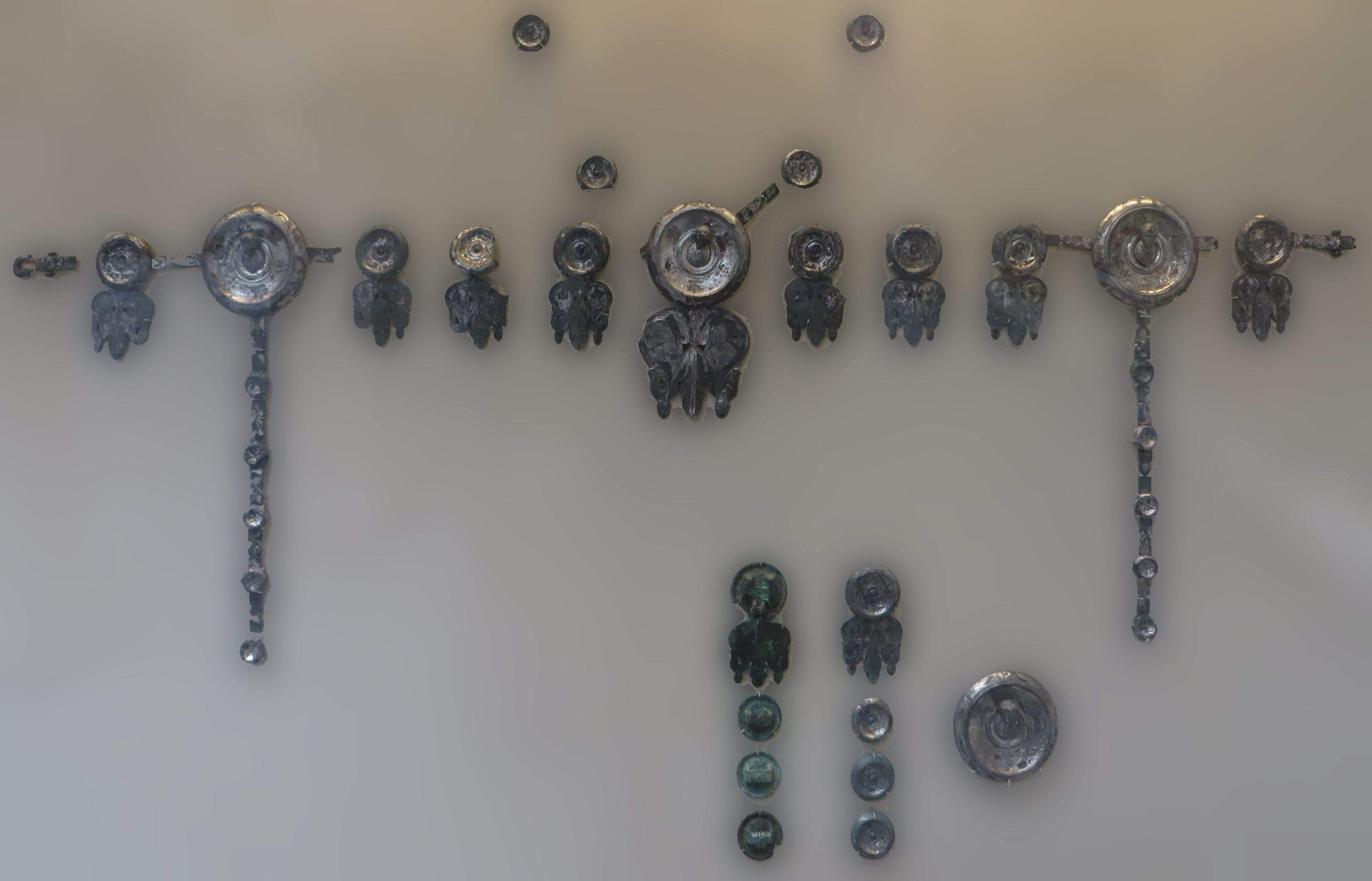
대영박물관에서 소장 중인 크산텐에서 출토된 고대 로마의 은도금 처리된 청동 마구

### 고대

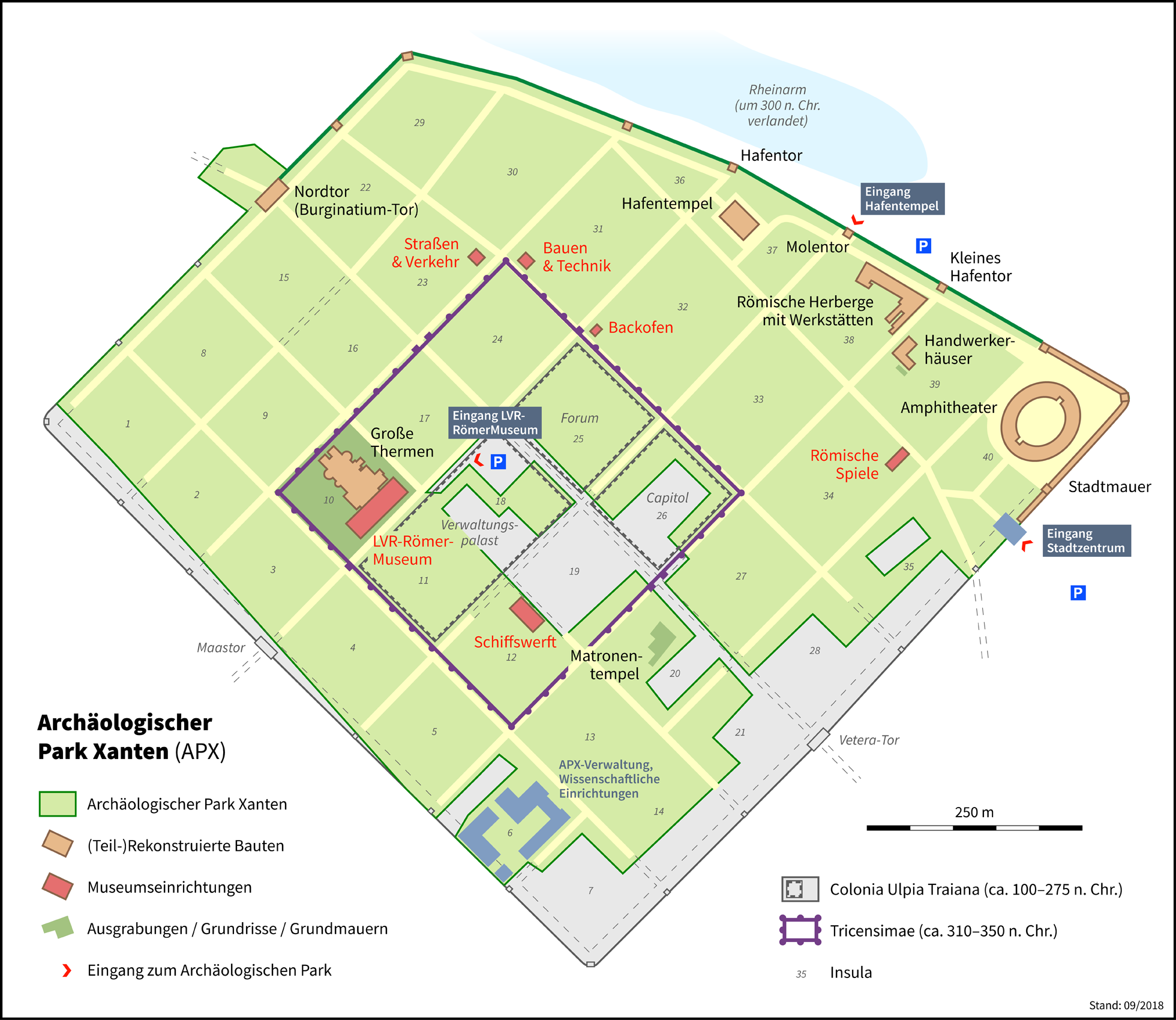
크산텐 고고학 공원 내 콜로니아 울피아 트라이아나, 트리켄시마이

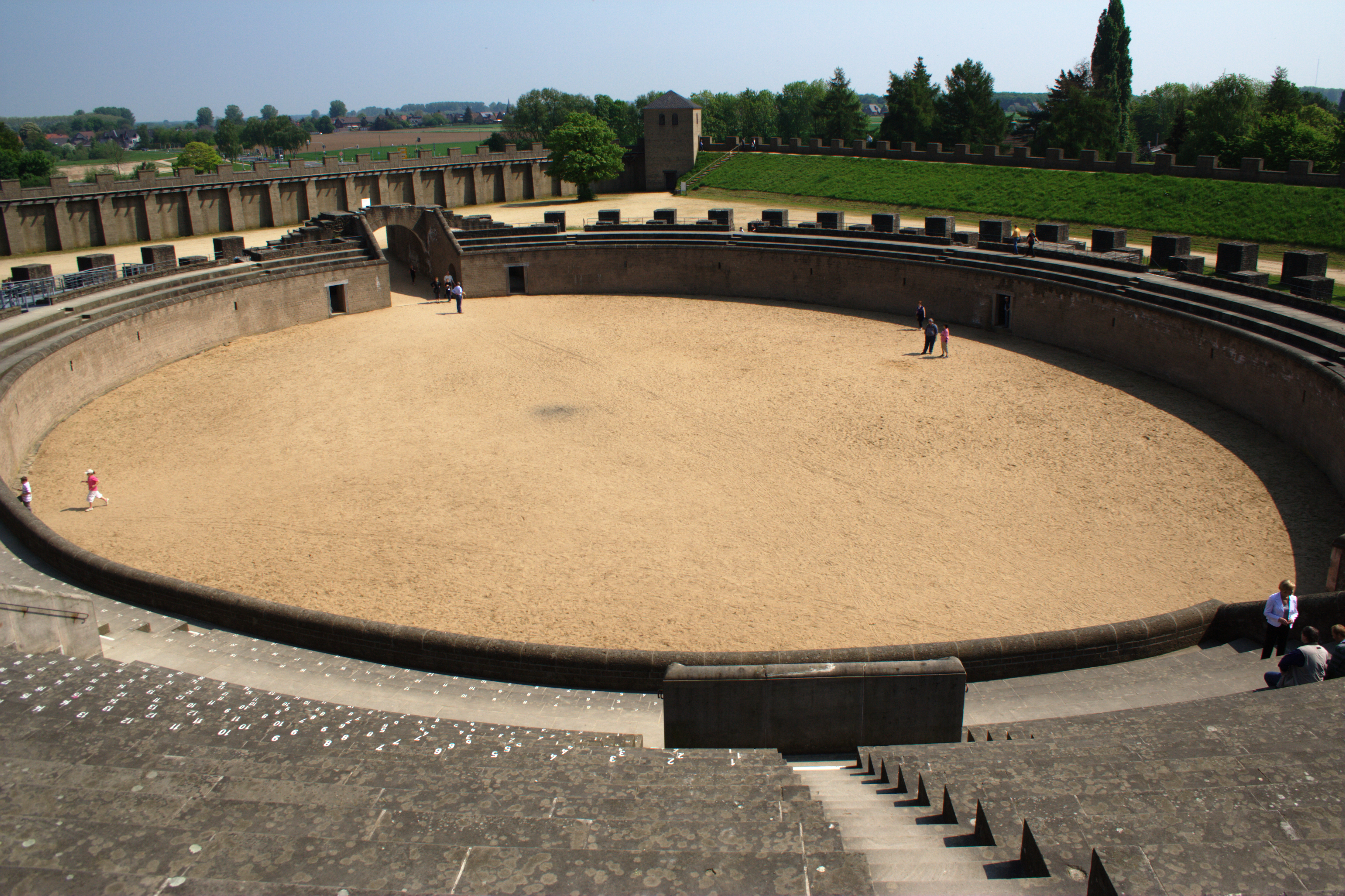
크산텐 고고학 공원의 복원된 고대 로마의 원형극장

최초의 취락은 기원전 2000년 시기로 거슬러 올라간다. 대략 기원전 15년 로마의 카스트라 혹은 주둔지  베테라가 오늘날 Birten 인근인 Fürstenberg에 세워졌다. 게르마니아 지역의 군사 작전을 염두에 둔 기지였고 서기 70년에 바타비족의 반란 때 파괴될 때까지 8,000에서 10,000명의 군단병이 있었으며, 게르마니카 함대의 주요 기지였다.
베테라 파괴 후, 제2 카스트라 베테라(Castra Vetera II)라는 이름으로 두 번째 주둔지가 Bislicher Insel에 세워졌고, 빅트릭스 제6군단의 주둔지가 되었다. 10,000명에서 15,000명의 퇴역한 군단병 및 그 외 사람들이 거주했던 근방에 만들어진 취락은 서기 110년에 로마 황제 마르쿠스 울피우스 트라야누스에게 콜로니아 지위를 수여받았고, 트라야누스는 취락 명칭을 콜로니아 울피아 트라이아나(Colonia Ulpia Traiana)로 바꾸었다. 콜로니아는 자치 의회 시설과 원형극장 등의 건물들을 갖춘 완전히 새로운 도시였다. 이 신 도시 때문에 옛 취락은 완전히 버려졌다. 크산텐의 콜로니아는 '콜로니아 아그리피넨시스'(현재 쾰른) 다음으로 게르마니아 인페리오르에서 중요한 교역 중심지가 되었다. 122년에, 제2 베테라는 브리타니아로 이동한 빅트릭스 제6군단을 대신한 울피아 빅트릭스 제30군단의 주둔지가 되었다.
275년에 크산텐의 콜로니아는 게르만 부족들의 공격에 거의 파괴되었다. 그후, 310년 콜로니아가 있던 곳에 트리켄시마이(Tricensimae, 30의)라는 새로운 도시가 세워졌으며, 옛 콜로니아의 중심부에 있던 인술라 9개가 있던 곳에 자리잡았으며 요새화가 이뤄져 방어가 좀 더 용이했다. 5세기 시작할 무렵, 게르만 부족들의 공격이 빠르게 늘어나, 그 결과로 결국엔 트리켄시마이는 버려졌다.
율리아누스 재위 때인 363년에, 기독교인 크산텐의 빅토르는 로마의 신들에게 공양을 지내는 걸 거부한 죄로 오늘날 Birten 인근에서 테베 군단의 나머지 350명과 같이 처형당했다고 한다. 로마 가톨릭교회뿐만 아니라 동방 정교회에서도 순교자이자 성인으로 여겨지는 크산텐의 빅토르는 크산텐 성당에 봉헌되었고, 그곳에서 그의 성유물 중앙 제단에서 보관하고 있다.

### 중세

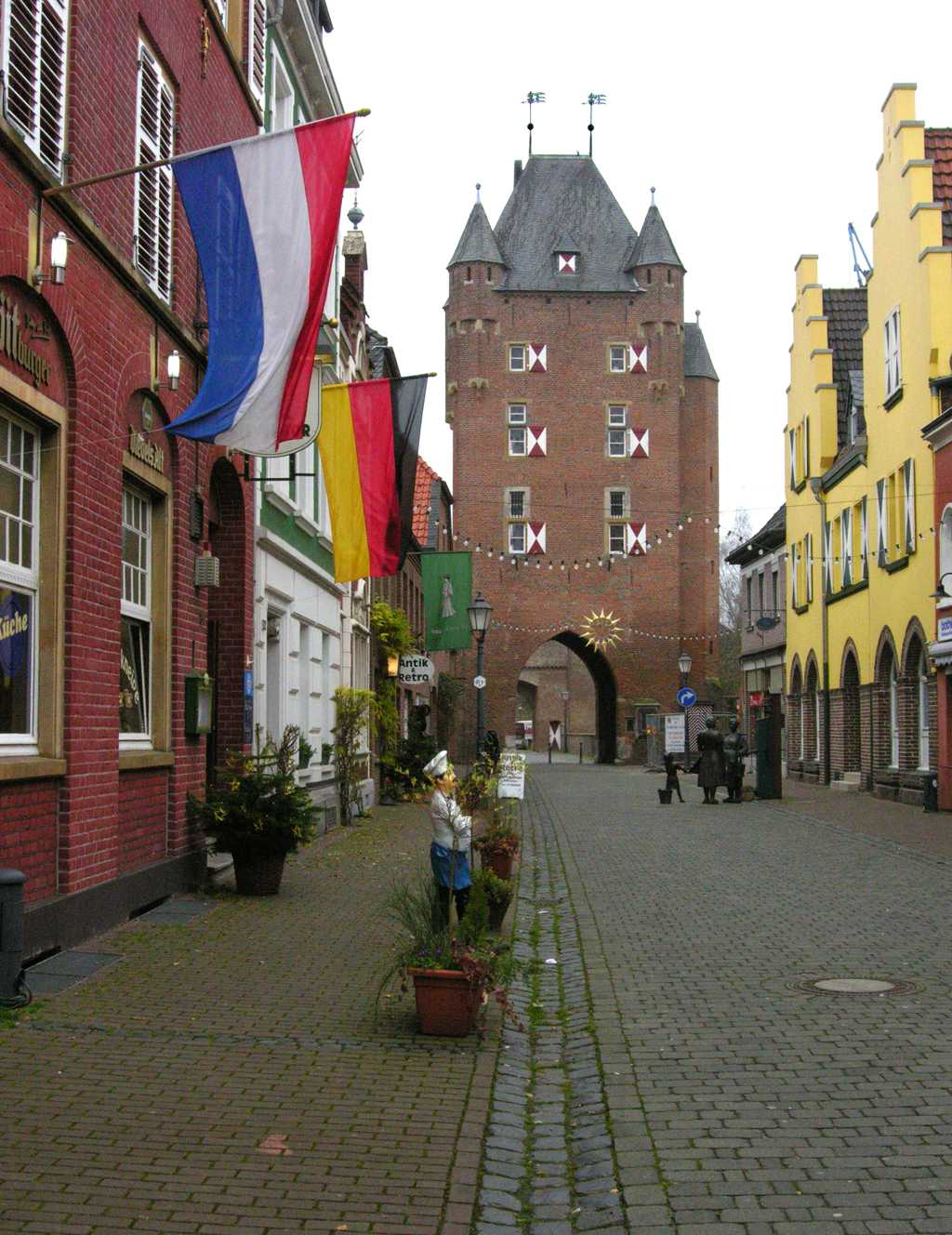
크산텐의 'Klever Tor'.

5세기에 프랑크인들이 현재 크산텐 지역에 정착하기 시작했으나, 프랑크인들은 로마인들과는 달리 석제로 건물을 짓지 않아서 이 시기의 취락의 흔적들은 발견되지 않았고, 무덤들만이 발견되었다.
니벨룽에 관한 전설에 따르면, 크산텐의 지크프리트라는 신화속 인물이 '라인강의 산텐에서'(ze Santen an dem Rhîne) 태어났다고 한다.
8세기 중엽에 한 교회가 고대 로마 식민시의 옛 공동묘지 위에 지어졌고 '상크토스 [Sanctos, super Rhenum (또한 'ad Sanctum'이라고도 함)]라 불렸다. '성인들의 땅'이라는 이곳의 명칭은 순교자 크산텐의 빅토르라 짐작되는 무덤에서 유래했고 오늘날 '크산텐'이라는 명칭의 기원이다. 남쪽에 수녀원이 세워진 후, 그곳은 지금의 도시 중심지가 되었다.
939년에 독일왕 오토 1세가 이끄는 군대가 크산텐 인근 Birten의 전투에서 프랑켄의 에버하르트가 이끄는 프랑켄, 작센, 로트링겐 반란군을 제압해냈다. 같은 해 안더나흐 전투 이후 라인란트는 오토 1세의 왕국에 재복속되었다.
크산텐이 크산텐의 부유한 빅토르 수녀원과 함께 863년에 노르드인들의 공격 대상이 되는 한편, 1122년에 이 지역은 라인강 하류의 교역망의 일부로서 모습을 나타냈다. 1228년 7월 15일에 크산텐은 쾰른 대주교 뮐레나르크의 하인리히에게 도시 권리를 부여받았다.
크산텐은 중세 초에 유대인 지역사회가 있었는데, 제1차 십자군 전쟁 시기에 유대인들에 대한 두 차례 (1096년 6월 1일과 27일) 학살 사건이 일어났다.
1263년에 고딕풍의 성 빅토르 성당의 주춧돌이 놓였다. 281년간의 건설 기간 끝에 성당이 마침내 1544년에 완공되었다. 14세기 말 무렵에, 크산텐은 성벽이 둘러졌다.
1392년에 도시의 북쪽은 클레베 공작의 소유로, 남쪽은 쾰른 대주교령으로 남게 되었다. 크산텐의 분할은 클레베와 쾰른 사이의 충돌의 원인이 되었고, 1444년에 크산텐 전역을 클레베 공작령에 넘기는 것으로 분쟁은 끝이 났다.

### 근대
클레베 공작에게 넘어간 뒤, 전쟁과 흉작의 여파로, 16세기 시작 무렵 인구 5,000명에서 18세기 말까지 대략 2,500명으로 감소했다. 라인강은 강바닥이 마을에서 멀어져 경제적 상황을 악화시킬 때까지 교역 도시로서 크산텐의 근간이었다. 게다가 라인강은 강물이 넘쳐 Birten을 수 차례 덮치고는 했다.
그럼에도 Marienbaum 구역은 1430년과 1441년 사이 라인강 하류의 주요 순례지가 되었다. 1460년에 오늘날 St. Mariä Himmelfahrt(성모 승천이라 불리는 교구 교회 역할을 하는 수녀원과 함께 비르지타회 수도원이 세워졌다.
17세기에 크산텐은 클레베와 같이 브란덴부르크 변경백국에 상속되었다. 1614년 11월 12일에 발휘된 크산텐 조약에 따라 개신교는 로마 가톨릭교회와 동등한 관계가 되었다. 이 결과로 교회당이 Großer Markt (대 시장)에 세워졌고, 이 교회당은 1622년에 첨탑이 추가되었다. 그럼에도 20세기 시작 무렵에 크산텐의 개신교도는 전체 인구에 5%에 그쳤다. 21세기 시작 무렵에는 개신교 인구가 20%로 증가하였다.

### 19세기와 20세기 초
1802년에 빅토르 수녀원은 나폴레옹 보나파르트가 세속화시켰고, 크산텐의 봉쇄 수도원의 도서관 및 수녀원의 도서관들은 합쳐졌다. 그 후로부터 크산텐의 경제 상황은 더욱 급속도로 악화되었다. Marstor라 불리던 도시의 문이 1821년에 헐렸고, Scharntor 문과 도시 성벽의 일부도 1825년에 없어졌다. Klever Tor 문과 Kriemhildmühle이라 불리던 제분소의 제거 계획은 한 시 의회 의원이 중단시켰다. 같은 시기에 로마인들이 버리고 떠난 뒤로 채석장으로 쓰이던 고대 로마의 옛 취락인 콜로니아 울피아 트라이아나가 고고학자들의 관심을 불러 일으켰다.
크산텐은 1822년부터 1945년까지 프로이센의 라인주에 속했다. 1819년과 1844년 사이에 로마 유적지에서 발굴이 이뤄졌다. 1927년 9월에 도시 1600주년 기념 행사가 열렸다. 1937년에 교황 비오 11세는 성 빅토르 대성당에 바실리카 미노르라 불릴 권한을 부여했다.
19세기 말에 블러드 라이벌이라고도 알려진, 종교 의식적 살인이라 주장된, 세기의 이목을 끈 사건이 있었다. 1891년 6월 29일, 크산텐의 가구공의 다섯 살 나이의 아들인 Johann Hegemann이 한쪽 귀에서 다른 쪽 귀까지 목이 베인 상태로 인근 헛간에서 죽은 채로 발견되었다. 반유대주의적 선동들은 유대인 출신 도축업자이자 옛 소헷 (유대교식 도축업자)인 Adolf Buschoff를 이 사건과 연관시켰고, 크산텐의 성직자 Bresser 신부는 그가 편집한 Bote für Stadt und Land이라는 신문에 종교 의식적 살인에 관한 기사를 발행하며 이 주장에 지지를 보탰다. 반유대주의적 언론뿐만 아니라, 유대인들이 진실이 드러나는 것을 막기 위해 정부 관리들을 매수 또는 위협했다는 여론을 만들어낸 반유대주의적 집회는 정부 당국이 Buschoff와 그의 가족들을 체포하도록 부추겼다 (1891년 10월 14일). 그러나 평판이 좋았던 그에 대한 유죄 증거는 조잡하여서 그는 풀려났다 (12월 20일). 이 결과는 반유대주의자들의 더 강한 선동을 불러일으켰고, 프로이센 의회에서도 뜨거운 논쟁이 되었다. 이 논쟁 기간에, 전직 재판소 담당 사제였던 Stoecker는 종교 의식적 살해 혐의를 반복해 주장했고, 살인자를 찾지 못하는 원인을 유대인들의 영향력 때문이라 암시하였다 (1892년 2월 7일). 이런 선동의 압박 속에서, Buschoff는 다시 체포되었고 (2월 8일), 클레베의 배심원단들한테 재판을 받았다 (1892년 7월 4-14일). 재판 동안에, 기소 혐의들이 단순히 전해들은 말들을 근거로 하고, 불가능한 주장들을 담고 있다는 것이 밝혀졌다. 검사 측이 직접 기소를 기각했고, 배심원단은 이에 따라 판결이 내려지도록 하였다. 진짜 살인범은 밝혀지지 않았고, 그 아이의 죽음이 사고 때문이었을 가능성도 완전히 반증되지는 않았다. 이 소요는 크산텐의 유대인 감소 영향을 일으켰고, Buschoff도 떠나야만 하였다.

### 나치 독일
1933년에 Heinrich Wagner 시장은 임대 사업에서 친족 등용 혐의로 Meerturm이라 불리던 마을의 탑에 수감되었다. 그의 후임자는 Friedrich Karl Schöneborn였고, 부시장직에는 Heinrich Prang junior가 임명되었다. Prang은 1925년에 이미 크산텐의 NSDAP 조직을 만들었었다. 크산텐 의회의 독일중앙당이 해체되었을 때, 의원 8명 중 세 명은 NSDAP이었다. 나머지는 공산주의자들과 분명한 정치적 권한이 없었던 자유주의 계열의 정치인들로 이뤄졌다.
그 뒤로 수 년간 크산텐의 유대인들에 대한 박해가 있었다. 여기에는 1938년 11월 9일 수정의 밤 때 시나고그 및 유대인들의 주거지 파괴를 포함한다. 이 사건 이후에 크산텐의 유대인들은 모두 크산텐을 떠났다. 1940년 5월, 독일 제256 보병 사단이 다가오는 네덜란드 침공에 참여하기 위해 크산텐으로 이동됐다. 2차 세계 대전 기간에 루프트바페의 탄약 공장이 도시에서 인접한 Die Hees이라는 작은 숲에 있었다. 전쟁 초기에 크산텐의 시민들이 그곳에서 작업을 했으며, 전쟁이 진행됨에 따라 여성들과 아이들, 특히나 외국인들은 이 공장에서 가혹한 작엄을 강제로 해야만 했다. 1942년 11월과 1944년 10월에 공장에서 비축한 탄약에 폭발을 일으킨 사고가 일어나, 몇몇 작업자들의 목숨을 앗아갔다.
연합군이 1945년 2월 크산텐에 도달하자, Schöneborn 시장은 달아났다. 그를 비롯하여 크산텐의 행정부 대부분이 동부로 도망쳤다. 같은 달에 민간인들을 살해하고 도시의 대부분을 파괴한 크산텐에 대한 폭격이 시작되었다. 이 당시에 크산텐 성당이 연합군의 폭격을 받아 막대한 피해를 입었다. 1945년 3월 8일에 크산텐은 마침내 캐나다군에 점령된다. 캐나다 측의 기록에 따르면, 캐나다군은 도시를 방어하는 유겐 메인들 휘하의 팔쉬름예거들과 교전 중에 400명이 전사했다고 한다. 전쟁의 결과로, 85%가 파괴된 도시를 영국군이 점령한 한편, 도시의 주민들은 연합군이 베셀 근처의 라인강을 건널 준비를 할 때, 베트부르크하우라는 도시로 옮겨졌다. 이 시기에 라인강 오른쪽 기슭에서 독일군이 발포한 포환들은 크산텐을 더욱 파괴하였다. 1945년 3월 24일에 연합군이 마침내 라인강을 건너는 데 성공하면서, 크산텐의 제2차 세계대전은 끝이 났다.

### 2차 대전 후
크산텐 및 크산텐 성당 재건 사업은 고고학자이자 기념비 보존가인 Walter Bader에게서 어느 정도 영향을 받았으며, 1966년까지 지속되었다. 동프로이센에서 추방당한 사람들이 크산텐에 재정착하였고 대략 40%만큼 인구가 늘어났다. 1969년에 행정 조직 개편 기간에, Birten, Lüttingen, Marienbaum, Obermörmter, Vynen, Wardt 지역들이 크산텐으로 합쳐져, 대략 16,000명이 크산텐 주변으로 거주했다. 도시 영역은 8 km2에서 72 km2으로 증가했다.

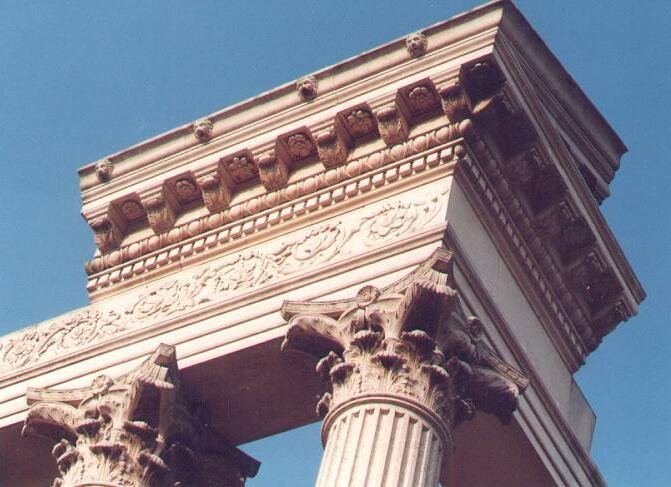
크산텐 고고학 공원에 있는 복원된 항구 신전의 모서리 부분

1975년에, 고대 로마의 콜로니아 울피아 트라이아나를 부분적으로 복원한 크산텐 고고학 공원(Archäologischer Park Xanten)이 관광 목적으로 설치되어 운영되기 시작했다.
1988년 11월 28일에, 크산텐은 뒤셀도르프현에서는 최초로 국가 공인 레저 도시(Staatlich anerkannter Erholungsort) 지위를 부여받았다. 1990년과 2004년 사이에, 인구수가 16,930명에서 대략 22,000명으로 늘었다.

## 관광지
크산텐 고고학 공원(Archäologischer Park Xanten)은 고대 로마의 도시 위치에 지어졌으며, 독일에서 가장 많이 찾는 공원들 중 한 곳이었다. 2012년에 고고학 공원은 Bundesstraße 57 도로가 공원에서 떨어진 뒤에 옛 로마의 콜로니아 거의 전체 지역으로 확대되었다.
도심에 있는 옛 건물들은 복원된 것들이다. Wardt와 Vynen에 인접한, 수로로 연결된 두 호수인 Xantener Südsee와 Xantener Nordsee에는 크산텐 레저 센터(Freizeitzentrum Xanten)가 1982년에 설치되었으며, 선원들에게 인기 있는 행선지이다.

## 문화
큰 행사들에는 Xantener Sommerfestspiele(1993년부터 2012년까지 매 여름 2주간 지속되는 저명한 클래식 음악 축제)와 매년 전 세계의 예술가들이 몰려와 자신들의 최신 작품들을 선보이는 KleinMontMartre, 추가적으로 매년 열리는 독일의 모래성 쌓기 경연 대회가 있다.

## 교육
교육 시설에는 김나지움인 Stiftsgymnasium Xanten와 사립 여학교인 Marienschule이 있다.

## 행정

### 의회
| 2014년 선거 이후 시의회 의석 배분 | 2014년 선거 이후 시의회 의석 배분 |
| --------------------------------- | --------------------------------- |
| 정당                              | 의석 수                           |
| CDU                               | 16                                |
| SPD                               | 8                                 |
| 지역 정당들                       | 5                                 |
| 동맹 90/녹색당                    | 3                                 |
| FDP                               | 1                                 |
| 좌파당                            | 1                                 |
| BBX                               | 2                                 |

## 자매 도시
크산텐은 다음의 도시들과 자매 결연이다:
- 팔레스타인 베이트사후르
- 벨기에 헤일
- 프랑스 생트
- 잉글랜드 솔즈베리

## 유명 인물

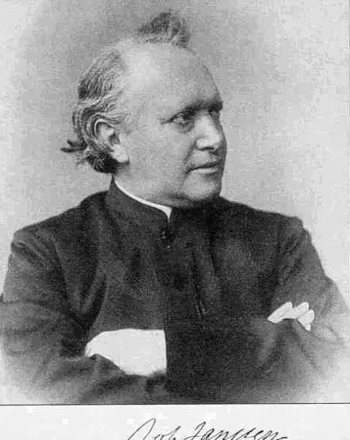
말년의 요한네스 얀센

- 크산텐의 노르베르토 (1075년경–1134년): 로마 가톨릭교회 주교이자 프레몽트레회 설립자
- 고트프리트 하겐 (1230–1299년): 쾰른의 저술가
- 디더리히 프란츠 레온하르트 폰 슐레히텐달 (1794–1866): 식물학자
- 게오르크 블라입트로이 (1828–1892): 전투 장면 전문 화가
- 요한네스 얀센 (1829–1891년): 역사가
- 라인하르트 마우러 (1935년 출생): 철학나

## 참고 문헌
- Julius Aronius([[:de:{{{3}}}|독일어판]]), "Regesten", p. 89, No. 188; p. 92, No. 195). In 1187 the martyrs of Neuss were brought to Xanten to be buried by the side of those martyred in 1096 (p. 144, No. 322)
- Mittheilungen aus dem Verein zur Abwehr des Antisemitismus([[:de:{{{3}}}|독일어판]]), 1892, Index, s.v. Xanten and Buschoff
- Allgemeine Zeitung des Judentums 1892, Nos. 29–31
- Xantener Ritualmordvorwurf([[:de:{{{3}}}|독일어판]]), Leipzig, 1892
- Paul Nathan, Der Prozess Buschoff, Berlin, 1892
- Der Prozess Xanten-Cleve, ibid.
- Der Knabenmord in Xanten vor dem Schwurgericht zu Cleve vom 4. bis 14. Juli 1892, Berlin, 1893 (a complete stenographic record)
- Holger Schmenk, Xanten im 19. Jahrhundert: eine rheinische Kleinstadt zwischen Tradition und Moderne, Cologne / Weimar / Vienna: Böhlau 2008. ISBN 9783412201517.